# Stenhusnattsländor
Stenhusnattsländor (Glossosomatidae) är en familj i insektsordningen nattsländor.
Stenhusnattsländor förekommer vid rinnande vattendrag, som floder och åar. Larverna lever i vatten och livnär sig på alger och liknande vattenväxtlighet. Som många andra nattsländelarver bygger de ett yttre skydd, ett så kallt hus. Detta är typiskt ganska rundat och välvt till formen och består av små stenar.
I Sverige finns 4 arter av stenhusnattsländor, Glossosoma intermedium, Glossosoma nylanderi, Agapetus fuscipes och Agapetus ochripes.